# Parkerthraustes humeralis
Parkerthraustes humeralis é um género de cardinal  da família Cardinalidae. É a única espécie do gênero Parkerthraustes.